# Падру
Па̀дру (на италиански и на сардински: Padru, на местен диалект Patru, Патру) е село и община в Южна Италия, провинция Сасари, автономен регион и остров Сардиния. Разположено е на 162 m надморска височина. Населението на общината е 2174 души (към 2010 г.).